# Lajos Páli
Lajos Páli [lajoš] (maďarsky Páli Lajos; 1912 – ?), v Československu a Švýcarsku uváděn také jako Lájos Pali nebo Lájos Paly, byl maďarský fotbalový útočník a trenér.

## Hráčská kariéra
V maďarské lize hrál za kluby Kispesti FC (1930/31 a 1938/39), Bocskai FC (1939/40) a BSzKRt (1940/41). V Maďarsku dal celkem 5 prvoligových gólů. V maďarské nejvyšší soutěži debutoval v neděli 15. února 1931 a naposled v ní startoval v neděli 9. března 1941. Působil také v Soroksár SC (do roku 1934).
V československé lize nastupoval za Teplitzer FK (1934/35 a v úvodu podzimu 1935) a SK Viktoria Plzeň (na jaře 1936 a v úvodu podzimu 1936), přičemž v obou těchto klubech byl hrajícím trenérem. V československé nejvyšší soutěži se objevil poprvé v neděli 26. srpna 1934 (SK Čechie Karlín – Teplitzer FK 3:3) a poslední start si připsal v neděli 23. srpna 1936 (SK Viktoria Plzeň – SK Viktoria Žižkov 1:1).
Ve švýcarské lize byl hráčem FC Young Fellows Curych, za které v letech 1936–1938 odehrál 42 prvoligová utkání, v nichž docílil třiceti branek.
V nejvyšších soutěžích tří států zasáhl do 96 zápasů, v nichž dal 56 gólů.

### Prvoligová bilance
| Ročník          | Zápasy | Góly | Minuty | Klub                    |
| --------------- | ------ | ---- | ------ | ----------------------- |
| I. liga 1930/31 | 2      | 0    | 180    | Kispesti FC             |
| I. liga 1934/35 | 19     | 11   | 1 710  | Teplitzer FK            |
| I. liga 1935/36 | 5      | 2    | 450    | Teplitzer FK            |
| I. liga 1935/36 | 11     | 8    | 990    | SK Viktoria Plzeň       |
| I. liga 1936/37 | 1      | 0    | 90     | SK Viktoria Plzeň       |
| I. liga 1936/37 | 22     | 13   | 1 934  | FC Young Fellows Zürich |
| I. liga 1937/38 | 20     | 17   | 1 800  | FC Young Fellows Zürich |
| I. liga 1938/39 | 8      | 3    | 720    | Kispesti FC             |
| I. liga 1939/40 | 7      | 2    | 630    | Bocskai FC (Debrecín)   |
| I. liga 1940/41 | 1      | 0    | 90     | BSzKRt Budapešť         |
| CELKEM I. LIGA  | 36     | 21   | 3 240  |                         |
| CELKEM I. LIGA  | 18     | 5    | 1 620  |                         |
| CELKEM I. LIGA  | 42     | 30   | 3 734  |                         |

## Trenérská kariéra
V letech 1934–1935 byl hrajícím trenérem v klubu Teplitzer FK a v téže roli působil v letech 1935–1936 v SK Viktoria Plzeň.